# Ignati Trofimowitsch Nowikow
Ignati Trofimowitsch Nowikow (russisch Игна́тий Трофи́мович Но́виков; * 20. Dezember 1906jul. / 2. Januar 1907greg. in Kamenskoje, Gouvernement Jekaterinoslaw, Russisches Kaiserreich; † 25. Dezember 1993 in Moskau) war ein sowjetischer Politiker der Kommunistischen Partei der Sowjetunion (KPdSU), der unter anderem zwischen 1958 und 1962 Minister für Kraftwerksbau sowie 1962 Minister für Energie und Elektrifizierung war. Er fungierte zudem von 1962 bis 1983 als Stellvertretender Vorsitzender des Ministerrates der UdSSR sowie zugleich als Vorsitzender des Staatlichen Komitees des Ministerrats für Bauangelegenheiten. Zugleich übernahm er zwischen 1975 und 1980 den Posten als Vorsitzender des Organisationskomitees der XXII. Olympischen Sommerspiele in Moskau und wurde hierfür 1980 mit dem Olympischen Orden in Silber ausgezeichnet.

## Leben
Ignati Trofimowitsch Nowikow wurde 1926 Mitglied der Kommunistischen Allunions-Partei (Bolschewiki) (WKP(B)) und absolvierte ein Studium am Metallurgischen Institut Dnepropetrowsk und arbeitete im Anschluss zwischen 1932 und 1934 erst als Betriebsleiter und Chefenergieingenieur einer Kokerei in Woroschilowsk sowie von 1934 bis 1937 als Direktor des Wasserkraftwerks und Chefingenieur des Leitwerks Tschimkent. Nachdem er zwischen 1937 und 1941 Direktor des Werks Nr. 236 in Saratow und daraufhin von 1941 bis 1943 Sekretär für Industrie des dortigen Regionalkomitees der WKP(B). Er war ferner zwischen 1943 und 1950 Leiter der Hauptdirektion im Volkskommissariat für Kraftwerke und Elektroindustrie beziehungsweise seit 1946 im nunmehrigen Ministerium für Kraftwerke sowie von 1950 bis 1954 stellvertretender Bauleiter des Wasserkraftwerks Gorki, ehe er zwischen 1954 und 1958 als Leiter der Bauabteilung des Wasserkraftwerks Krementschuk fungierte.
Im Anschluss war Nowikow bis Dezember 1958 erst stellvertretender Minister für Kraftwerke und löste am 31. Dezember 1958 Alexei Sergejewitsch Pawlenko als Minister für Kraftwerksbau ab. Dieses Ministeramt bekleidete er bis zur Abschaffung dieser Position am 11. Oktober 1962, woraufhin er vom 11. Oktober bis zu seiner Ablösung durch Pjotr Stepanowitsch Neporoschnij am 24. November 1962 erster Minister für Energie und Elektrifizierung war, das aus dem bisherigen Ministerium für Kraftwerksbau hervorgegangen war. Auf dem XXII. Parteitag der KPdSU wurde Konstantin Rudnew am 31. Oktober 1961 zum Mitglied des Zentralkomitees (ZK) der Kommunistischen Partei der Sowjetunion (KPdSU) gewählt und gehörte diesem Führungsgremium nach seinen Wiederwahlen auf den darauf folgenden Parteitagen der KPdSU bis zum XXVII. Parteitag am 25. Februar 1986 an. Er war außerdem von der sechsten bis Ende der neunten Legislaturperiode (1962 bis 1979) Deputierter des Obersten Sowjets der UdSSR. Am 24. November 1962 wurde er Stellvertretender Vorsitzender des Ministerrates der UdSSR und verblieb auf dieser Position bis zum 20. Juli 1983. Zugleich war er in Personalunion zwischen dem 24. November 1962 und Januar 1963 Vorsitzender des Staatlichen Komitees für Bauwesen beziehungsweise von Januar 1963 bis zu seiner Ablösung durch Sergei Wassiljewitsch Baschilow am 20. Juli 1983 Vorsitzender des Staatlichen Komitees des Ministerrats für Bauangelegenheiten. Zugleich übernahm er zwischen 1975 und 1980 den Posten als Vorsitzender des Organisationskomitees der XXII. Olympischen Sommerspiele in Moskau und wurde hierfür 1980 mit dem Olympischen Orden in Silber ausgezeichnet. Bei der Eröffnungsfeier der Olympischen Spiele am 19. Juli 1980 im Lenin Stadion gehörte er zu den Rednern. 1983 trat er in den Ruhestand.
Für seine Verdienste wurde Nowikow 1961 Held der sozialistischen Arbeit und erhielt darüber hinaus unter anderem fünf Mal den Leninorden, den Orden der Oktoberrevolution, den Orden des Roten Banners der Arbeit sowie den Orden des Roten Sterns.